# 里昂天文台
里昂天文台是位於法國聖熱尼拉瓦勒，靠近里昂的一個天文台。建設於1878年，整體設施於2007年5月9日被列為歷史遺跡。
1867年，巴黎天文學家查理斯·安德列（Charles André）向羅納河省長請求建造一座新的天文臺。1873 年，一個委員會提議在聖熱尼拉瓦勒建立這個設施。安德烈尋求在聖熱尼拉瓦勒建造的場地。1878年3月11日，帕特里斯·麥克馬洪批准了里昂天文台的建造。安德烈被任命為第一任董事。

## 研究
里昂天文台（Lyon Observatory）曾為調適光學研究由雷射製成的多色人造星。

## 董事
- 1878-1912：查理斯·安德列（英语：Charles André (astronomer)）（Charles André，1842-1912）
- 1912-1933：讓·馬斯卡特（Jean Mascart，1872-1935）
- 1933-1966：讓·迪費（Jean Dufay，1896-1967）
- 1966-1976：約瑟夫-亨利·比蓋（Joseph-Henri Bigay，1910-1982）
- 1976-1986：蓋伊·莫內（Guy Monnet，1941-）
- 1986-1995：讓-克勞德·里貝斯（Jean-Claude Ribes，1940-）
- 1995-2005：羅蘭·培根（Roland Bacon，1956-）
- 2005-2015：布魯諾·吉德多尼（Bruno Guiderdoni）
- 2015-...：伊莎貝爾·丹尼爾（英语：Isabelle Daniel）

## 外部連結
- 官方网站
- Publications of Lyon Observatory digitalized on Paris Observatory digital library